# Cambaluc
Cambuluc, Khanbalik (també Khan Balik, Khan Balig, Khanbalig, Khanbaliq, Khan Baliq, Khanbaligh o Khan Baligh - literalment Gran residència del Khan) fou el nom donat pels mongols i després estès als europeus, a la capital del gran kan, després Pequín (Pequín) que en fou residència del 1264 fins al final de la dinastia. També era coneguda en la llengua xinesa com a Dadu o Tatu (大都 pinyin: Dàdū), amb el significat de "gran metròpoli" o "gran capital". Sota el nom Zhongdu (中都, capital central pinyin: Zhōngdū) la ciutat havia estat anteriorment la capital dels djurtxet, tanmateix fou cremada el 1215. El 1267, Khublai Khan decidí reconstruir completament aquesta ciutat per convertir-la oficialment en la capital de la dinastia Yuan (que s'establia el 1271) el 1272. Marco Polo sojornà a la ciutat durant els últims anys del segle xiii.
El nom es va conservar encara algun temps després de la caiguda de la dinastia Yuan el 1368, però es va perdre pràcticament al segle xv o segle xvi si bé els russos la utilitzaven sovint encara el segle xvii. La darrera vegada que fou esmentada amb aquest nom fou al segle xviii. Ocupada Khanbalik pels Ming el 1368 fou reanomenada Beiping (北平, pinyin: Běipíng).